# North Dakota Wing Civil Air Patrol
A North Dakota Wing Civil Air Patrol (NDWG) é o mais alto escalão da Civil Air Patrol no estado de North Dakota. A sede da North Dakota Wing está localizada em Bismarck, Dakota do Norte. A ala Dakota do Norte consiste em mais de 200 cadetes e membros adultos em mais de 7 localidades em todo o estado de Dakota do Norte.
A ala de North Dakota é membro da Região Centro-Norte da CAP juntamente com as alas dos seguintes Estados: Iowa, Kansas, Minnesota, Missouri, Nebraska e South Dakota.

## Missão
A North Dakota Wing executa as três missões principais da Civil Air Patrol (CAP): fornecer serviços de emergência; oferecendo programas de cadetes para jovens; e fornecer educação aeroespacial para membros do CAP e para o público em geral.

### Serviços de emergência
A Civil Air Patrol realiza serviços de emergência em situações de emergência por meio de diversas missões, entre elas: busca e salvamento; gestão de emergência; ajuda humanitária e operações antidrogas.
Em março de 2009, a North Dakota Wing foi enviada para responder às inundações ao longo do Rio Vermelho do Norte. Equipes de terra da CAP ajudaram os residentes locais com os esforços de coleta de areia e ergueram um dique ao redor de um prédio da Cruz Vermelha no caminho da enchente. Cinco aeronaves da North Dakota Wing, junto com duas aeronaves da South Dakota Wing, fizeram 134 voos para realizar missões de fotografia aérea para avaliar os danos para o Centro de Operações de Emergência do Estado.

### Programas de cadetes
A CAP administra um programa de cadetes com o objetivo de aprimorar as habilidades de liderança dos cadetes, cultivando o interesse pela aviação, e também para prestar serviços à Força Aérea dos Estados Unidos e à comunidade local.

### Educação aeroespacial
A CAP executa programas de educação aeroespacial internos e externos. O programa interno oferece educação aeroespacial para os membros do CAP, tanto seniores quanto cadetes. O programa externo fornece ao público em geral educação aeroespacial.

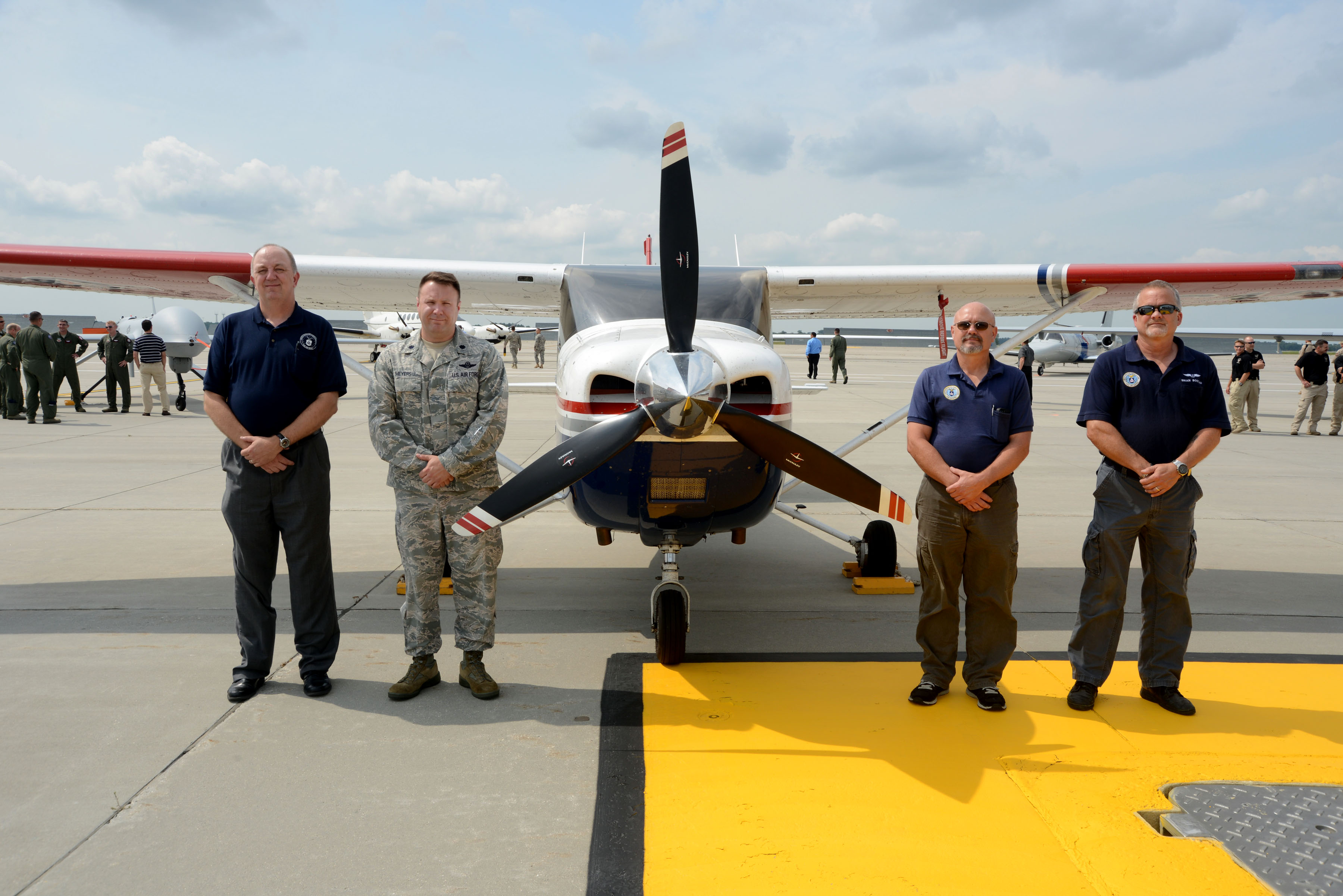
Ao lado de um Cessna da CAP, membros da North Dakota Wing Civil Air Patrol na Base Aérea de Grand Forks, N.D.

## Organização
| Designação | Nome do Esquadrão               | Localização |
| ---------- | ------------------------------- | ----------- |
| ND030      | Bismarck Composite Squadron     | Bismarck    |
| ND044      | Rough Rider Composite Squadron  | Dickinson   |
| ND119      | 119th ANG Cadet Squadron        | Fargo       |
| ND046      | Red River Senior Squadron       | Fargo       |
| ND005      | Grand Forks Composite Squadron  | Grand Forks |
| ND031      | James Valley Composite Squadron | Jamestown   |
| ND021      | Magic City Composite Squadron   | Minot       |

## Proteção legal
Os empregadores dentro das fronteiras de Dakota do Norte não podem demitir ou rebaixar um funcionário que seja membro da Civil Air Patrol se esse funcionário tirar uma licença para responder a uma missão de emergência como parte da CAP. Nem pode um empregador discriminar durante o processo de contratação ou de outra forma negar emprego a um indivíduo com base em sua afiliação com a CAP.